# إليزابيث تورسينباييفا
إليزابيت تورسينباييفا (الكازاخستانية: Элизабет Турсынбаева ، من مواليد 14 فبراير 2000) لاعبة تزلج على الجليد كازاخستانية، حاصلة على الميدالية الفضية في بطولة العالم للتزلج على الجليد لعام 2019 ، الحائزة على الميدالية الفضية في بطولة القارات الأربع لعام 2019 ، وبطلة 2017 سلسلة التحدي آيس ستار لعام 2017 ، والميدالية الفضية كأس سلسة التحدي فنلندا 2018 ، والميدالية الفضية في سلسلة التحدي الدوارن الذهبي زغرب لعام 2015 ، والميدالية الفضية لجامعات الشتاء لعام 2019 ، لثلاثة مرات - بطلة الوطنية الكازاخستاني (2015-2017). احتلت المرتبة 12 في دورة الألعاب الأولمبية الشتوية 2018. بعد أن نجحت في الفوز بثلاثة قفزات سالتشو الرباعية في بطولة العالم للتزلج على الجليد لعام 2019.

## روابط خارجية
- إليزابيث تورسينباييفا في الاتحاد الدولي للتزلج